# Приткова
Притко́ва (рос. Прыткова) — присілок у складі Байкаловського району Свердловської області. Входить до складу Краснополянського сільського поселення.
Населення — 51 особа (2010, 60 у 2002).
Національний склад населення станом на 2002 рік: росіяни — 100 %.